# Сарбала
Сарбала́ (рос. Сарбала) — село (колишнє селище) у складі Калтанського міського округу Кемеровської області, Росія.

## Населення
Населення — 18 осіб (2010; 38 у 2002).
Національний склад (станом на 2002 рік):
- росіяни — 96 %